# Conferencia de Iglesias Europeas
La Conferencia de Iglesias Europeas (en inglés: Conference of European Churches o CEC) fue fundada en 1959 para promover reconciliación, dialogo y amistad entre las iglesias de Europa en tiempos de tensiones y divisiones políticas crecientes durante la Guerra Fría.
El CEC es una asociación de 114 Iglesias Ortodoxas, Protestantes, Anglicanas y Veterocatólicas (o Católicas Antiguas) de todos los países de Europa, mas 40 Consejos nacionales de Iglesias y organizaciones asociadas. El CEC se fundó en 1959 y tiene sus oficinas en Bruselas.

## Asambleas
Las asambleas del CEC tienen lugar una vez cada cinco años. La cuarta asamblea del CEC (1964) tuvo lugar en un barco en el mar Báltico debido a las dificultades de obtener visas por parte de los delegados de países de Europa del Este.

### Asambleas pasadas
- I. 1959 Nyborg, Dinamarca: "La Cristiandad Europea en el Mundo Secularizado Actual"
- II. 1960 Nyborg, Denmark: "El Servicio de la Iglesia en un Mundo Cambiante"
- III. 1962 Nyborg, Denmark: "La Iglesia en Europa y la Crisis del Hombre Moderno"
- IV. 1964 Mar Báltico, a bordo del M.V. Bornholm: "Viviendo Juntos como Continentes y Generaciones"
- V. 1967 Pörtschach, Austria: "Para Servir y Reconciliar: la Tarea de las Iglesias Europeas hoy"
- VI. 1971 Nyborg, Denmark: "Siervos de Dios, Siervos del Hombre"
- VII. 1974 Engelberg, Suiza: "Acto en el Mensaje - Unidad en Cristo y Paz en el Mundo"
- VIII. 1979 Chania, Creta, Grecia: "Vivos en el Mundo en el Poder del Espíritu Santo"
- IX. 1986 Stirling, Escocia: "Gloria a Dios y Paz en la Tierra"
- X. 1992 Praga, Checoslovaquia (ahora en la República Checa): "Dios Une - en Cristo una Nueva Generación"
- XI. 1997 Graz, Austria: "Reconciliación, Regalo de Dios y Fuente de Vida Nueva"
- XII. 2003 Trondheim, Noruega: "Jesucristo Sana y Reconcilia: Nuestro Testigo en Europa"
- XIII. 2009 Lyon, Francia: "Llamados a una Esperanza en Cristo"
- XIV. 2013 Budapest, Hungría:“¿Y ahora a qué esperas?” el CEC y su misión en una Europa Cambiante
- XV. 2018 Novi Sad, Serbia:"Sereís mis Testigos" Testigos, Justicia, Hospitalidad
- XVI. 2023 Tallin, Estonia:"Bajo la bendición Divina, dando forma al futuro"

## Gobernancia
Hasta el 2013, el CEC era dirigido mediante una reunión anual del Comité Central entre asambleas. La duodécima asamblea del CEC (Trondheim, 2003) eligió el Comité de 40 miembros. Este Comité, según la constitución del CEC, estaba "facultado para dirigir los asuntos de la Conferencia cuando la Asamblea no estaba reunida". En la catorceava asamblea del CEC (Budapest 2013) el Comité Central fue reemplazado por una Junta Directiva de 20 miembros. La Junta Directiva se reúne dos veces al año para supervisar la implementación de las decisiones de la Asamblea.  (art. 6.1)
El Presidente del CEC (desde 2009 hasta 2013) fue S.E. el Metropolita Emmanuel de Francia. Fue sucedido en 2013 por Christopher Hill, un obispo emérito de la Iglesia de Inglaterra (Obispo de Guildford). El 4 de Junio de 2018, Rev. Christian Krieger, de la Iglesia Reformada en Alsace and Lorraine fue elegido Presidente, en Novi Sad, Serbia. Desde el 19 de Junio de 2023, S.E. el Arzobispo Nikitas de Tiateira y Gran Bretaña es el Presidente del CEC.
El estatus de membresía de larga data de las Organizaciones Asociadas de todas las ramas del movimiento ecuménico fue cancelado tras un debate controvertido durante la catorceava Asamblea del CEC, en una segunda votación realizada en una sesión cerrada solicitada por la Iglesia Protestante en Alemania, uno de los principales aportantes al presupuesto del CEC. A las organizaciones excluidas se les ofreció un estatus no votante como organizaciones en asociación, similar al de los consejos nacionales de iglesias dentro del CEC. Este último está afiliado al Consejo Mundial de Iglesias (CMI).

## Secretariado
Las oficinas del CEC están (desde 2014) en Bruselas (Bélgica), donde anteriormente se encontraba la Comisión de Iglesia y Sociedad del CEC. La Secretaría General del CEC y la (antigua) Comisión de Iglesias en Diálogo se ubicaban anteriormente en el Centro Ecuménico de Ginebra (Suiza), que también sigue siendo la sede del Consejo Mundial de Iglesias.
Rev. Frank-Dieter Fischbach fue nombrado por la Junta Directiva del CEC el 14 de Marzo de 2024 como el nuevo Secretario General, empezando su labor el primero de Julio del mismo año. Dr. Jørgen Skov Sørensen era Secretario General del CEC hasta Diciembre de 2023.
El Secretario General Reverendísimo Proto presbítero Heikki Theodoros Huttunen de la Iglesia Ortodoxa de Finlandia sucedió al Rev. Dr. Guy Liagre, antiguo Presidente de la Iglesia Protestante Unida de Bélgica y al Rev. Prof. Dr Viorel Ionita quien ocupó el cargo de Secretario General Interno desde 2010. El antiguo Secretario General (2005-2010) fue el Venerable Colin Williams, antiguamente Archidiácono de Lancaster en la Iglesia de Inglaterra; sucedió al Rev. Dr Keith Clements.

## Antiguas Comisiones
En 2014 las dos antiguas comisiones del CEC fueron completamente integradas plenamente en el trabajo del mismo.

### Comisión de Iglesia y Sociedad
En 1999, la Comisión Ecuménica Europea de Iglesia y Sociedad (EECCS) se fusionó con el CEC, convirtiéndose en la Comisión de Iglesia y Sociedad de la CEC. La secretaría de la Comisión de Iglesia y Sociedad estaba ubicada en diversas oficinas en Bruselas (Bélgica) y Estrasburgo (Francia). El Director de la Comisión de Iglesia y Sociedad desde 2002 hasta 2013 fue el Rev. Rüdiger Noll. Las recientes reuniones plenarias anuales de la Comisión de Iglesia y Sociedad se han celebrado en El Escorial, España (2003), Wavre, Bélgica (2004), Dunblane, Escocia (2005), Sigtuna, Suecia (2006), Etchmiadzin, Armenia (2007), Praga, República Checa (2008) y Nyborg, Dinamarca (2009). Tras la catorceava Asamblea del CEC en Budapest en 2013, los programas de la Comisión de Iglesia y Sociedad se integraron plenamente en el trabajo de la CEC, medida que se completó en 2014.

### Comisión de Iglesias para el Diálogo
Con sede en Ginebra, el miembro a cargo hasta julio de 2012 fue el Rev. Profesor Padre Viorel Ionita, de la Iglesia Ortodoxa Rumana. El antiguo Secretario General de la CEC, Rev. Dr. Guy Liagre, lo sucedió en 2012. Desde 2013, la labor de la Comisión de Iglesias para el Diálogo se ha integrado plenamente en el trabajo sobre relaciones ecuménicas, dirigido por el Secretario General de la CEC.

## Relaciones con la Iglesia Católica
La denominación Cristiana más grande, la Iglesia Católica, no es un miembro del CEC por las mismas razones por las cuales se abstiene de participar oficialmente en el Consejo Mundial de Iglesias, que es porque ninguna de estas organizaciones reconoce ningún tipo de Primacía Católica en el gobierno de la Iglesia Universal.
La Tercera Asamblea Ecuménica Europea (organizada por la CEC y la CCEE ) se celebró en Sibiu, Rumania, del 4 al 9 de septiembre de 2007. 

## Enlaces Externos
- Sitio web oficial (en inglés)

- Datos: Q688236
- Multimedia: Konferenz Europäischer Kirchen / Q688236